# Wiel Hendrickx
Wilhelmus « Wiel » Gerardus Antonius Hendrickx (né le 3 février 1908 à Heel, mort le 18 mars 1984 à Grathem) est un cavalier néerlandais de concours complet.

## Carrière
Hendrickx participe aux Jeux olympiques d'été de 1952  à Helsinki avec son cheval Patrick. Dans l'épreuve individuelle, il obtient -153,3 points en dressage et 27 points en steeple, mais lors du cross-country il est disqualifié en raison de trois refus de son cheval. L'équipe, qui comprend également les frères Ernest van Loon et Max van Loon, n'a pas de réussite non plus, car les deux membres de son équipe sont également disqualifiés pour la même raison.
Il tenait une école d'équitation.